# Turul României 2008
Ediția a 45-a a Turului României s-a desfășurat în perioada 7 – 14 iunie 2008 pe un traseu de 1.172 km care a început la Botoșani, s-a încheiat la Constanța și a traversat 12 județe. Au participat 70 de rutieri din 17 echipe. România a fost reprezentată de patru echipe: Dinamo Secrom, Olimpic Team Autoconstruct, Tușnad Cycling Team și Delma 2003 Medgidia. Celelalte treisprezece echipe au provenit din Germania (Saxonia Team Stadler, Nordland Hamburg), Italia (lotul național), Olanda (Asito Cycling Team, Profiline), Franța (Loirre et Silon), Belgia (Litubel Forte Doro Team), Ungaria (P-Nivo Betonexpressz), Ucraina (Mirage), Grecia (Technal Kastro), Bulgaria (CC Burgas, Hemus 1896) și Albania (lotul național)
Traseul a fost format din 7 etape și un prolog. Cea mai lungă etapă – etapa a V-a – măsoară 207 km și s-a desfășurat pe traseul Sighișoara - Rupea - Brașov - Vălenii de Munte. Cea mai scurtă etapă – etapa a IV-a – a măsuarat 96 km, desfășurată pe traseul Sibiu - Dumbrava - Cisnădie - Tălmaciu - Avrig - Bâlea Lac.
Este pentru prima dată când Turul României figurează în calendarul Federației Internaționale de Ciclism (UCI).